# Elektor-Verlag
Die Elektor Verlag GmbH ist ein technischer Fachverlag mit Sitz in Aachen. Sie ist eine 100-prozentige Tochtergesellschaft der niederländischen Mediengruppe Elektor International Media.
Der Elektor Verlag ist Herausgeber der Elektronik-Zeitschrift Elektor, der deutschsprachigen Ausgabe von MagPi sowie von Fachbüchern und elektronischen Medien zu den technischen Themen Elektronik, Mikrocontroller, Computertechnik, Röhrenverstärker, Hochfrequenz, Robotik, Audio, Mess, Licht-, Veranstaltungs- und Bühnentechnik. Zu den eingestellten Zeitschriften gehören elex – Zeitschrift für Freizeitelektronik und dessen Nachfolger das Elektronik Selbstbau Magazin (ESM).